# Aeropuerto Internacional Rey Shaka
El Aeropuerto Internacional Rey Shaka (IATA: DUR, OACI: FALE) es un aeropuerto internacional ubicado a 29 km (18 millas) de Durban, Sudáfrica. Se abrió en mayo de 2010, reemplazando al Aeropuerto Internacional de Durban. Su nombre se debe al Rey Shaka, un rey zulú influyente.

## Historia

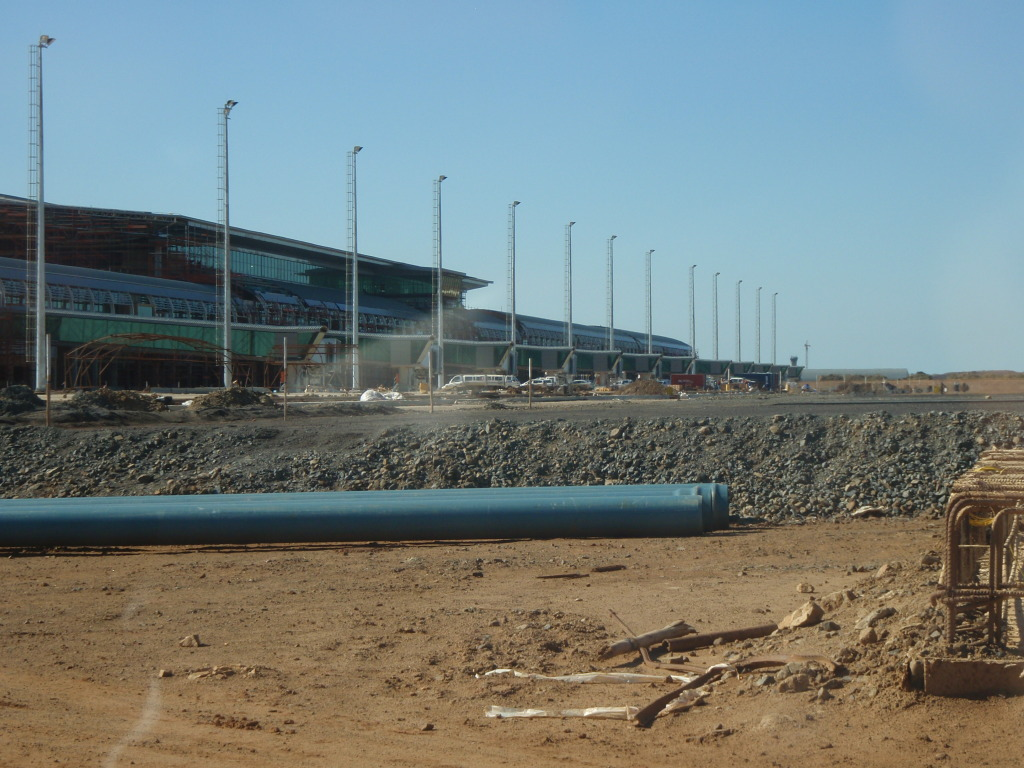
El aeropuerto bajo construcción en agosto de 2009

El aeropuerto original de Durban, el Aeropuerto Internacional de Durban, era demasiado pequeño y no podía apoyar aviones grandes como el Boeing 747. Por esto la construcción de un nuevo aeropuerto se comenzó en 1975. Sin embargo, se terminó en 1982 debido a una recesión.
El proyecto se reanudó en los años 1990. El gobierno inicialmente no podía decidir si debe aumentar el aeropuerto existente o construir un nuevo aeropuerto. En julio de 2006 decidió construir un nuevo aeropuerto.
La construcción se empezó el 30 de septiembre de 2007 y costó R7,8 billones. El aeropuerto fue abierto a vuelos comerciales el 1 de mayo de 2010, un mes antes de la Copa Mundial de Fútbol de 2010. Fue inaugurado oficialmente el 8 de mayo de 2010 por el presidente de Sudáfrica, Jacob Zuma.

## Pista
El aeropuerto tiene una pista, 06/24, que es 3700 m (12 139 pies) de longitud. El Airbus A380, el avión comercial más grande del mundo, puede aterrizar en esta pista.

## Terminal

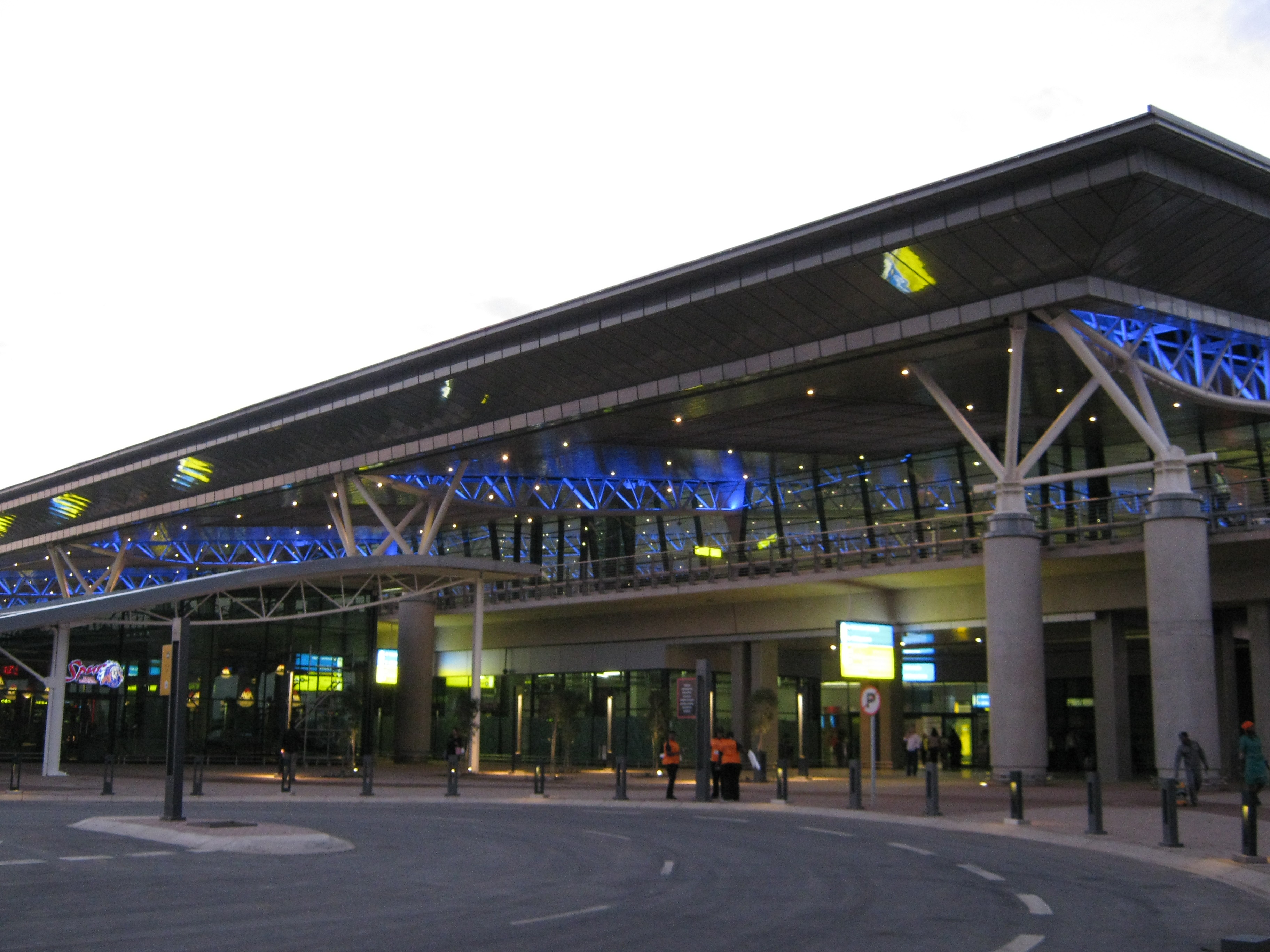
Exterior de la terminal

El aeropuerto Rey Shaka tiene una terminal de pasajeros con dos niveles. El primer nivel sirve a llegadas y el segundo sirve a salidas. La terminal entera ocupa 102 000 m² (1 097 919 pies cuadrados) y tiene 14 puertas de embarque con pasarelas. Puede servir a 7,5 millones de pasajeros por año.

## Estadísticas
Ver fuente y consulta Wikidata.

## Aerolíneas y destinos

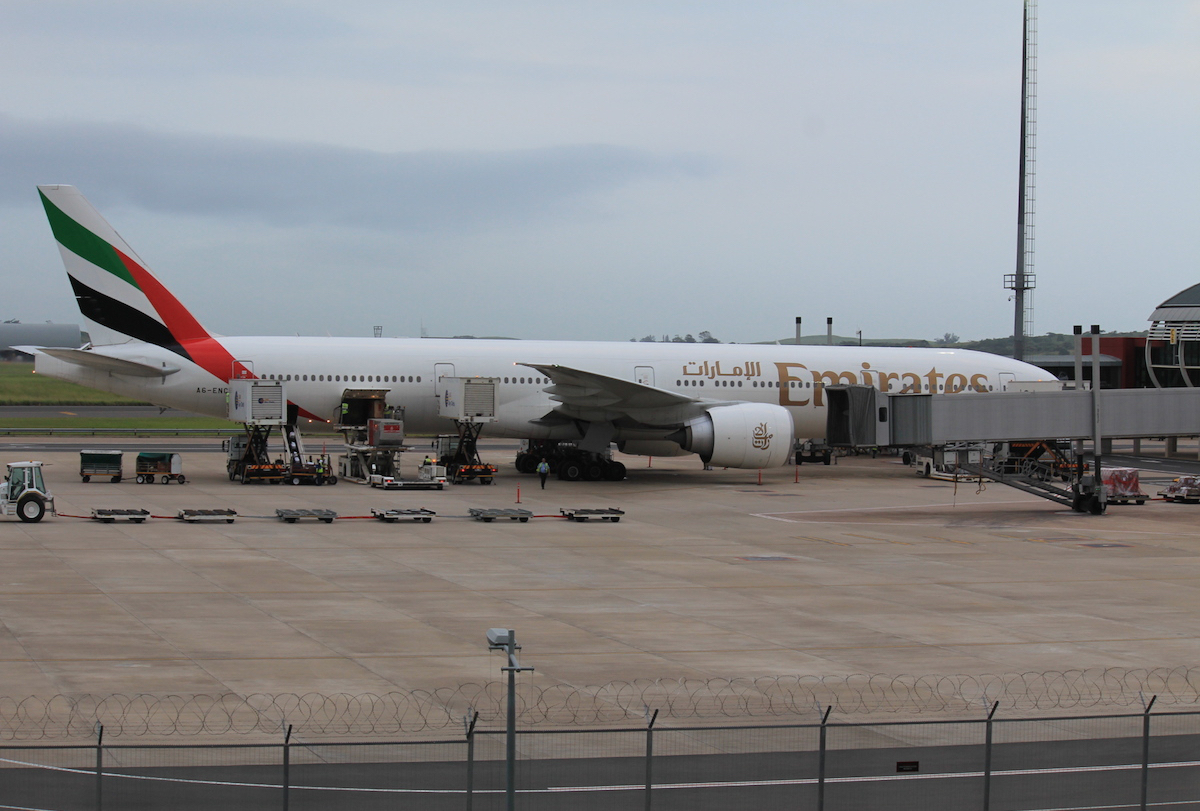
Boeing 777-300ER de Emirates en la puerta

### Destinos nacionales
| Aerolíneas | Destinos                                                        |
| ---------- | --------------------------------------------------------------- |
| Airlink    | Bloemfontein, George, Nelspruit                                 |
| FlySafair  | Ciudad del Cabo, Johannesburgo–OR Tambo                         |
| Mango      | Ciudad del Cabo, Johannesburgo–Lanseria, Johannesburgo–OR Tambo |

### Destinos internacionales
| Ciudades por países    | Nombre del aeropuerto                              | Aerolíneas       |        |        |        |
| África                 | África                                             | África           | África | África | África |
| ---------------------- | -------------------------------------------------- | ---------------- | ------ | ------ | ------ |
| Etiopía                |                                                    |                  |        |        |        |
| Adís Abeba             | Aeropuerto Internacional Bole                      | Ethiopian        |        |        |        |
| Mauricio               |                                                    |                  |        |        |        |
| Port Louis             | Aeropuerto Internacional Sir Seewoosagur Ramgoolam | Air Mauritius    |        |        |        |
| Mozambique             |                                                    |                  |        |        |        |
| Maputo                 | Aeropuerto Internacional de Maputo                 | Airlink          |        |        |        |
| Zambia                 |                                                    |                  |        |        |        |
| Lusaka                 | Aeropuerto Internacional de Lusaka                 | Proflight Zambia |        |        |        |
| Asia                   |                                                    |                  |        |        |        |
| Catar                  |                                                    |                  |        |        |        |
| Doha                   | Aeropuerto Internacional Hamad                     | Qatar Airways    |        |        |        |
| Emiratos Árabes Unidos |                                                    |                  |        |        |        |
| Dubái                  | Aeropuerto Internacional de Dubái                  | Emirates         |        |        |        |
| Europa                 |                                                    |                  |        |        |        |
| Reino Unido            |                                                    |                  |        |        |        |
| Londres                | Aeropuerto de Londres-Heathrow                     | British Airways  |        |        |        |
| Turquía                |                                                    |                  |        |        |        |
| Estambul               | Aeropuerto Internacional Atatürk                   | Turkish Airlines |        |        |        |